# 粟生睦未
粟生 睦未（あおう むつみ）は、日本の女優。神奈川県川崎市出身。アミューズ所属。

## 出演

### テレビドラマ
- ザ・クイズショウ 第12話（2008年9月28日、日本テレビ）
- MW-ムウ- 第0章 〜悪魔のゲーム〜（2009年6月30日、日本テレビ） - 孤児 役
- 天装戦隊ゴセイジャー（2010年5月9日、テレビ朝日） - エリ（幼少期）役
- ハガネの女 Season2（2011年4月14日 - 6月16日、テレビ朝日） - 宮越未来 役
- 時々迷々 第1858話「キボウの町」（2012年2月10日・17日、NHK Eテレ） - シノダ 役
- 土曜ワイド劇場「逆転報道の女22」（2013年3月23日、朝日放送） - 宇佐美洋子（小学生期）役

### バラエティ
- 137億年の物語（2013年4月14日 - 2014年3月29日、テレビ東京）

### CM
- トヨタ自動車「ノア」
- マスダ増「七五三」
- マクドナルド「ハッピーセット」

### 雑誌
- 小学館
  - 「ぷっちぐみ」☆デコちあーズメンバー☆
  - 「小学一年生」
  - 「ポケモンファンブック」